# John Stevens, barone Stevens di Kirkwhelpington
John Arthur Stevens, barone Stevens di Kirkwhelpington (21 ottobre 1942), è un poliziotto britannico, ex commissario del Metropolitan Police Service.
Dal 6 aprile 2005 è pari a vita sedendo nella Camera dei lord

## Carriera nella polizia
Stevens ha frequentato il St. Lawrence College di Ramsgate e ha studiato all'Università di Leicester, dove si è laureato con un Bachelor of Laws, e all'Università di Southampton, dove ha conseguito un Master of Philosophy. È stato assistente capo della polizia dell'Hampshire dal 1986 al 1988 e vice capo della polizia del Cambridgeshire dal 1988 al 1998. È stato Chief constable del Dipartimento di Polizia della Northumbria dal 1991 al 1996 ed è stato nominato HM Inspector of Constabulary nel 1996. Nel 1998 è diventato vice capo della Metropolitan Police. Ha anche scritto per News of the World. Stevens pose fine alla collaborazione quando lo scandalo News International si intensificò.
È stato insignito come Knight Bachelor a Capodanno 2000 e nominato Lord luogotenente di Londra nel 2001. Nel 2002 è stato insignito dell'Ordine di San Giovanni ed è diventato Freeman della City of London.
Ha guidato una commissione d'inchiesta sulle accuse di collusione tra il British Army, la Royal Ulster Constabulary e i lealisti dell'Ulster nell'Irlanda del Nord. Il suo terzo rapporto, che ha completato il 17 aprile 2003, ha mostrato chiaramente che questa accusa era vera e ha dichiarato specificamente che questa collusione aveva provocato la morte di diversi nazionalisti e unionisti. A seguito di questo rapporto d'indagine, David Trimble, leader del Partito Unionista dell'Ulster, ha chiesto un'inchiesta parlamentare, mentre i leader dei socialdemocratici, laburisti e Sinn Fein hanno chiesto un'inchiesta pubblica.

## Dopo l'attività in polizia
Dopo essersi ritirato dalle forze di polizia, è stato elevato a Pari a vita il 6 aprile 2005 come Barone Stevens di Kirkwhelpington, nella contea del Northumberland.
Ha condotto un'indagine sulla Metropolitan Police, operazione Paget, riguardante la morte della principessa Diana e Dodi Al-Fayed.
Il Partito Conservatore di David Cameron gli ha chiesto se si sarebbe candidato per conto di esso come candidato alla carica di sindaco di Londra, ma ha rifiutato l'offerta.
Il 29 giugno 2007, il primo ministro Gordon Brown lo ha nominato suo consigliere principale per la sicurezza internazionale. David Cameron lo ha anche nominato presidente del Borders Policing Committee, che avrebbe dovuto promuovere una riorganizzazione del sistema di frontiera.
Lord Stevens è il presidente esecutivo di Monitor Quest, una società di consulenza in materia di istruzione e riduzione dei rischi con sede a Londra. Siede anche in numerosi consigli di amministrazione.
Oltre alle sue attività commerciali, Lord Stevens è coinvolto in numerose organizzazioni pubbliche e di beneficenza. È il patrono dell'UK Defence Forum e del Security Institute. Per anni ha adempiuto ai suoi doveri di mecenate di varie associazioni di beneficenza, tra cui un. North East Charity, che costruisce scuole e centri di assistenza per disabili, e Convoy, che si prende cura degli orfani rumeni. Per questo è stato insignito della Stella di Romania dal presidente rumeno.
Il 28 novembre 2005 è stato nominato Cancelliere dell'Università della Northumbria. Ha dottorati honoris causa da diverse università ed è professore in visita presso la City University of New York.